# Шестаков, Аркадий Николаевич
Аркадий Николаевич Шестаков (6 февраля 1939 — 10 апреля 2002) — советский государственный и политический деятель.

## Биография
Родился 6 февраля 1939 года.
С 1977 по 1983 гг. — директор объединения «Атлантика».
На апрель 1990 гг. — руководитель временного творческого коллектива по созданию тунцеловной сейнерной флотилии БПО «Южрыба».
С апреля 1990 по февраль 1991 гг. — председатель исполкома Севастопольского городского Совета народных депутатов.
С апреля 1992 по ноябрь 1994 гг. — Председатель Государственного комитета рыбного хозяйства Украины.
Президент Морской товарной бирже город Севастополь. Член Всеукраинского объединения «Батькивщина».
Трагически погиб в апреле 2002 года. 

## Источник
- Укррегіони